# Ipsemysidia beautifica
Ipsemysidia beautifica är en insektsart som beskrevs av Broomfield 1985. Ipsemysidia beautifica ingår i släktet Ipsemysidia och familjen Derbidae. Inga underarter finns listade i Catalogue of Life.